# Ausschluss (Typografie)
Als Ausschluss bezeichnet man beim Bleisatz nicht druckendes Material (also Blindmaterial) zum Füllen der Zeilen („Ausschließen“) beim Blocksatz, für Wortzwischenräume, zum Sperren und anderen typografischen Weißraum.
Ausschluss gab es als feine Spatien, starke Spatien, Viertelgevierte, Drittelgevierte, Halbgevierte und Gevierte.
Bei der Textverarbeitung auf dem Computer bedeutet „Ausschluss“ das manuelle Einfügen von Leerzeichen oder das automatische Ausrichten der Zeichen bei Blocksatz, Tabellen u. a.